# Congresso da FIFA
O Congresso da FIFA é o corpo legislativo supremo da Federação Internacional de Futebol Associado (francês: Fédération Internationale de Football Association), vulgarmente conhecida pelo Acrónimo FIFA /ˈfiːfə/. FIFA é o órgão internacional de futebol, futsal e futebol de areia.
O congresso pode ser ordinária ou extraordinária. Um congresso ordinário se reúne a cada ano, um congresso extraordinário pode ser convocada pelo Comité Executivo da FIFA a qualquer momento com o apoio de um quinto dos membros da FIFA.
Cada um dos 209 membros da FIFA tem um voto no congresso. Os membros da FIFA pode propor candidatos para a presidencia da FIFA. A eleição Presidencial da FIFA acontece no Congresso no ano seguinte o Copa do Mundo FIFA.

## História
O Congresso da FIFA tem sido realizado anualmente desde 1998. Foi anteriormente realizada a cada dois anos. Congressos não foram realizadas entre 1915-1922 e 1939-1945, devido à Primeira Guerra Mundial e Segunda Guerra Mundial.
Eleições presidenciais FIFA ter ocorrido no 1º, 3º, 12º, 29º, 30º, 39º, 51º, 53º, 61º e 65º congressos.
Em 1961 FIFA congresso extraordinário em Londres elegeu Stanley Rous como Presidente.
Em 2016 FIFA congresso extraordinário em Zurique irá eleger um novo presidente no dia 26 de fevereiro de 2016.

## Lista de congressos ordinários
| Número Congresso | Ano  | Cidade            |
| ---------------- | ---- | ----------------- |
| 1st              | 1904 | Paris             |
| 2nd              | 1905 | Paris             |
| 3rd              | 1906 | Berne             |
| 4th              | 1907 | Amsterdam         |
| 5th              | 1908 | Vienna            |
| 6th              | 1909 | Budapest          |
| 7th              | 1910 | Milan             |
| 8th              | 1911 | Dresden           |
| 9th              | 1912 | Stockholm         |
| 10th             | 1913 | Copenhagen        |
| 11th             | 1914 | Christiana (Oslo) |
| 12th             | 1923 | Geneva            |
| 13th             | 1924 | Paris             |
| 14th             | 1925 | Prague            |
| 15th             | 1926 | Rome              |
| 16th             | 1927 | Helsinki          |
| 17th             | 1928 | Amsterdam         |
| 18th             | 1929 | Barcelona         |
| 19th             | 1930 | Budapest          |
| 20th             | 1931 | Berlin            |
| 21st             | 1932 | Stockholm         |
| 22nd             | 1934 | Rome              |
| 23rd             | 1936 | Berlin            |
| 24th             | 1938 | Paris             |
| 25th             | 1946 | Luxembourg        |
| 26th             | 1948 | London            |
| 27th             | 1950 | Rio de Janeiro    |
| 28th             | 1952 | Helsinki          |
| 29th             | 1954 | Berne             |
| 30th             | 1956 | Lisbon            |
| 31st             | 1958 | Stockholm         |
| 32nd             | 1960 | Rome              |
| 33rd             | 1962 | Santiago          |
| 34th             | 1964 | Tokyo             |
| 35th             | 1966 | London            |
| 36th             | 1968 | Guadalajara       |
| 37th             | 1970 | México            |
| 38th             | 1972 | Paris             |
| 39th             | 1974 | Frankfurt         |
| 40th             | 1976 | Montreal          |
| 41st             | 1978 | Buenos Aires      |
| 42nd             | 1980 | Zürich            |
| 43rd             | 1982 | Madrid            |
| 44th             | 1984 | Zürich            |
| 45th             | 1986 | México            |
| 46th             | 1988 | Zürich            |
| 47th             | 1990 | Rome              |
| 48th             | 1992 | Zürich            |
| 49th             | 1994 | Chicago           |
| 50th             | 1996 | Zürich            |
| 51st (details)   | 1998 | Paris             |
| 52nd             | 2000 | Zurich            |
| 53rd (details)   | 2002 | Seoul             |
| 54th             | 2004 | Paris             |
| 55th             | 2005 | Marrakesh         |
| 56th             | 2006 | Munich            |
| 57th             | 2007 | Zürich            |
| 58th             | 2008 | Sydney            |
| 59th             | 2009 | Nassau            |
| 60th             | 2010 | Johannesburg      |
| 61st (details)   | 2011 | Zürich            |
| 62nd             | 2012 | Budapest          |
| 63rd             | 2013 | Mauritius         |
| 64th             | 2014 | São Paulo         |
| 65th (details)   | 2015 | Zürich            |
| 66th             | 2016 | México City       |
| 67th             | 2017 | Kuala Lumpur      |
| 68th             | 2018 | Russia            |
| 69th             | 2019 | Zürich            |

## Congressos extraordinários
Congressos extraordinários tiveram lugar em 1908 (Bruxelas), 1961 (Londres), 1999 (Los Angeles), 2001 (Buenos Aires), and 2003 (Doha). Outro congresso extraordinário ocorreu em 2016 (Zurique). O presidente da FIFA Joseph Blatter teria permanecido em sua posição até que seu sucessor seja eleito. No entanto, devido ao fato de que ele está atualmente suspensa, Presidente da FIFA, Issa Hayatou é atualmente a cargo da FIFA.